# 張宏榮
張宏榮（1953年—2011年4月16日），臺灣屏東縣林邊鄉人，骨科醫師，在嘉義市成立一間以臺灣為主題的圖書室「臺灣圖書室」。

## 生平
1953年，張宏榮生於屏東林邊，高雄醫學院畢業，省立嘉義醫院骨科主任。父親為屏東第一位牙科醫生，與張俊雄為親戚關係。他與同志投入台灣文化。1994年中華民國省市長暨省市議員選舉，投入陳定南競選臺灣省省長。
1995年7月1日，張宏榮將自己一千五多冊和臺灣相關的書籍捐獻，與友人在嘉義市中正路協志牙醫診所的地下室成立名為「臺灣圖書室」的圖書室，場地由醫師何嘉雄無償提供。館藏達四千多冊，從童書、繪本、小說、散文和傳記、歷史等，皆是台灣作家或台灣相關的書刊。兩年後的1997年，因張宏榮調回調至屏東縣枋山鄉衛生所，此圖書室因而結束營運。
2011年4月16日，張宏榮因腦溢血病逝。

## 身後
張宏榮去世後，洪雅書房負責人余國信便積極籌募，以洪雅書房地下室為基地，籌劃將台灣圖書室重新開張。同年，張醫師的友人台灣交通大學電機系教授蘇育德，無償提供中山路255號故居作使用，面積約十坪，於2011年11月13日正式再營運。由遺孀鄭書勉擔任其文化協會理事長，負責管理。
余國信在開幕式中，播放張宏榮生前接受訪問的影音，說明他創辦台灣圖書室的理念，表示過去黨國教育讓台灣人不了解自己的土地，要靠自己來了解這塊土地。

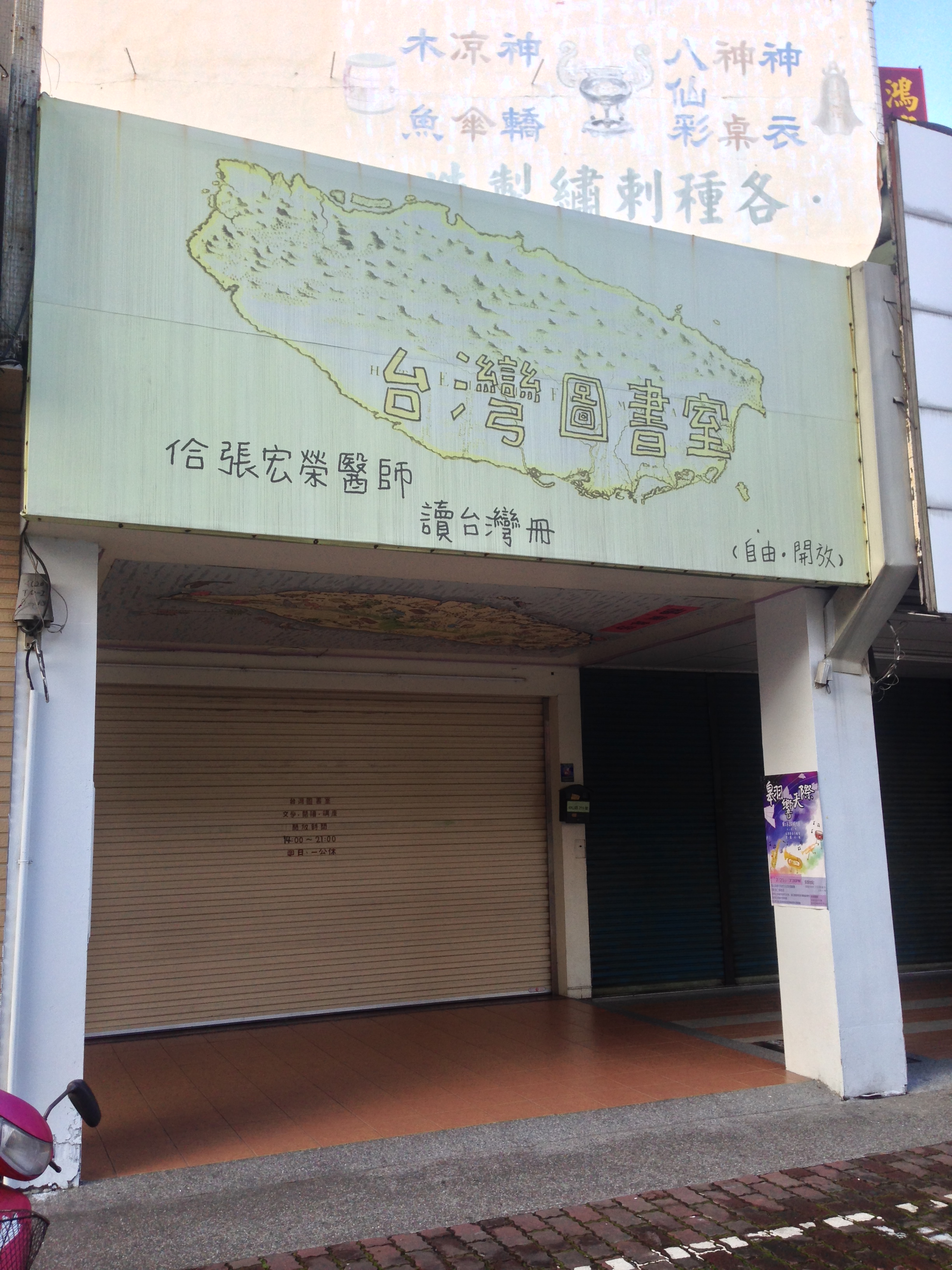
台灣圖書室

## 逸事
張宏榮中年後不修邊幅，口嚼檳榔、腳踩拖鞋，與傳統社會對醫生刻板印象不同。
張宏榮經騎摩托車從屏東回到嘉義市，一次被一位原住民青年撞到，受傷不輕並留下後遺症，但他不追究。